# Liam Garvey
Liam Garvey (* 2. Januar 1973 in Chicago Heights, Illinois) ist ein US-amerikanischer Eishockeyspieler, der in seiner aktiven Zeit von 1990 bis 2004 unter anderem für die Nürnberg Ice Tigers, Kölner Haie und die Moskitos Essen in der Deutschen Eishockey Liga gespielt hat.

## Karriere
Liam Garvey begann seine Karriere als Eishockeyspieler bei den Omaha Lancers, für die er in der Saison 1990/91 in der Juniorenliga United States Hockey League aktiv war. Anschließend studierte er vier Jahre lang an der Michigan Tech und spielte für deren Eishockeymannschaft in der National Collegiate Athletic Association. In der Saison 1995/96 gab der Verteidiger sein Debüt im professionellen Eishockey für die San Antonio Iguanas aus der Central Hockey League. Anschließend begann er die folgende Spielzeit bei den Peoria Rivermen in der East Coast Hockey League und beendete sie bei den Fort Wayne Komets aus der International Hockey League. Auch in der Saison 1997/98 blieb er in der IHL und stand in dieser für die Rafales de Québec. 
Im Sommer 1998 ging Garvey erstmals nach Europa, wo er in den folgenden vier Jahren in der Deutschen Eishockey Liga – zunächst zwei Jahre bei den Nürnberg Ice Tigers und anschließend je eine Spielzeit lang bei den Kölner Haien und den Moskitos Essen – unter Vertrag stand. Während der Saison 2002/03 wechselte der US-Amerikaner mehrmals den Verein. Zunächst lief er für den EHC Basel in der Schweizer Nationalliga B, anschließend für den Luleå HF in der schwedischen Elitserien und schließlich die Elmira Jackals in der United Hockey League auf. Zur Saison 2003/04 kehrte der Linksschütze zu seinem Ex-Club Nürnberg Ice Tigers in die DEL zurück. Für die Franken erzielte er in dieser Spielzeit in 43 Spielen zwei Tore und gab 13 Vorlagen. Daraufhin beendete er im Alter von 31 Jahren seine Karriere.